# إد وارد
إد وارد هو لاعب هوكي الجليد كندي، ولد في 10 نوفمبر 1969 في إدمونتون في كندا.

## وصلات خارجية
- إد وارد على موقع دوري الهوكي الوطني (الإنجليزية)
- إد وارد على موقع EliteProspects.com (الإنجليزية)
- إد وارد على موقع HockeyDB.com (الإنجليزية)
- إد وارد على موقع Hockey-Reference.com (الإنجليزية)